# お早ようアンコー何かいいことありそうな
お早ようアンコー何かいいことありそうな（おはようアンコーなにかいいことありそうな）は、かつてニッポン放送の平日朝の時間帯で放送されていたラジオ番組。パーソナリティは当時ニッポン放送のアナウンサー斉藤安弘。放送期間は1982年4月5日から1984年4月6日まで。

## 放送時間
- 毎週月曜日 - 金曜日　6:00 - 7:00 （1982年4月5日 - 1982年10月1日）
- 毎週月曜日 - 金曜日　5:00 - 7:00 （1982年10月4日 - 1984年4月6日）

## 出演者
- パーソナリティ - 斉藤安弘
- アシスタント - 奈良禎子

## 概要
斉藤安弘がパーソナリティを担当する朝のワイド番組としては、1981年4月3日に終了した『朝はおまかせアンコーです!』以来1年ぶりの復帰となった番組である。その間は、土曜日14時30分から16時30分までの2時間番組『ニッサンラジオ・プラザ』のパーソナリティを、小池聡行、西村知江子と共に務めていた。
番組開始当初は平日6時から7時までの1時間番組であったが、5時から放送していた『ひやま信彦の早起きお楽しみワイド昔はよかった』の終了により、1982年10月4日から開始時刻が5時に繰り上がり、2時間のワイド番組となった。

## 内包番組

### 1982年4月 -
- ニュース・天気予報
- さわやかミュージックレター
- 心の灯
- お早よう天気予報
- 前略・私の物語
- ニューモラルツーユー今日もありがとう
- アンコーのいい朝とびだせヒットメロディー

### 1982年10月 -
5時00分 - 6時00分
- ニュース
- お楽しみ演芸館[1]
- アンコーの昔も今も歌謡曲

6時00分 - 7時00分
- ニュース・天気予報
- さわやかミュージックレター
- 心の灯
- お早よう天気予報
- アンコーのしあわせキャッチボール
- ニューモラルツーユー今日もありがとう
- アンコーのいい朝とびだせヒットメロディー

### 1983年4月 -
5時00分 - 6時00分
- ニュース
- お楽しみ演芸館
- アンコーの昔も今も歌謡曲
- アンコーの旅に出ようよ

6時00分 - 7時00分
- ニュース・天気予報
- さわやかミュージックレター
- 心の灯
- お早よう天気予報
- アンコーのしあわせキャッチボール
- ニューモラルツーユー今日もありがとう
- アンコーのいい朝とびだせヒットメロディー

### 1983年6月 -
5時00分 - 6時00分
- ニュース
- アンコーの昔も今も歌謡曲〔月 - 木〕
- 早起きたっぷり寄席〔金〕
- アンコーの旅に出ようよ

6時00分 - 7時00分
- ニュース・天気予報
- さわやかミュージックレター
- 心の灯
- お早よう天気予報
- アンコーのしあわせキャッチボール
- ニューモラルツーユー今日もありがとう
- アンコーのいい朝とびだせヒットメロディー